# トリニダード・カーニバル

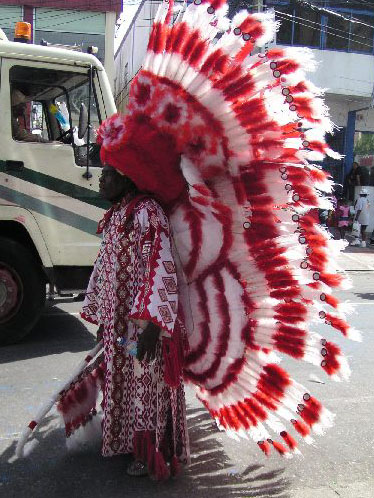
2006年のカーニバル、サン・フェルナンドでの子供の衣装

トリニダード・カーニバルは、トリニダード・トバゴの年中行事のひとつ。首都ポートオブスペインで開催される。ブラジルのリオのカーニバル、イタリアのヴェネツィアのカーニバルとともに、世界の三大カーニバルに数えられている。毎年2月から3月にかけての時期、「灰の水曜日」の前週に行われる。
18世紀の終わり頃、ヨーロッパのカーニバルの習慣が宗主国のフランス人によってトリニダード島にもたらされた。カリプソやソカの音楽コンテストのモナーク (Monarch) や、スティールパンのコンテストであるパノラマ (Panorama) などが有名。これらの競技はテレビ放映され、優勝することは大変名誉なこととされている。島民は、一年をかけてカーニバルの準備をすると言われる。
スペインや中国系移民、インド系移民の影響もあり、トリニダード・カーニバルは多民族の文化の特色が混ざりあっている。